# Philippe-Aubert Côté
Pour les articles homonymes, voir Côté (homonymie).
Philippe-Aubert Côté, né le 13 juin 1981 à Chicoutimi au Québec (aujourd'hui l'arrondissement Chicoutimi de la ville de Saguenay) est un auteur québécois de science-fiction, fantastique et fantasy québécois.
Ses thèmes de prédilection sont la post-humanité et l'humanité des êtres non-humains.

## Biographie
Philippe-Aubert Côté découvre la science-fiction au primaire avec les romans de H. G. Wells et de Robert Louis Stevenson. Après des études en biologie à l’Université Laval et à l’Université du Québec à Chicoutimi (UQAC), il effectue de 2006 à 2012 un doctorat en bioéthique à l’Université de Montréal. Profitant de son séjour dans la métropole pour élargir son exploration littéraire au fantastique, à la fantasy, et à d’autres médiums comme la bande dessinée, les mangas et les films d’animation japonais, il participe en 2007 à un atelier d’écriture donné par Élisabeth Vonarburg, auteure de science-fiction reconnue. L’activité constitue pour lui une révélation et aboutit, l’année suivante, à la publication de sa première nouvelle dans les pages de la revue Solaris (Le Premier de sa lignée, 2008). En 2011, son texte Pour l’honneur d’un Nohaum (Solaris 176) se mérite le prix Aurora-Boréal de la meilleure nouvelle. 2015 voit la publication de son premier roman, Le Jeu du Démiurge, lequel remporte le prix Aurora-Boréal en 2016.

## Œuvres

### Romans
- Le Jeu du Démiurge (Lévis: Alire, 2015)
  - Réédition en format poche (Lévis : Alire, 2018) 
    - Tome 1 : Le sommeil des arbres-machines
    - Tome 2 : Un monde à l'éternité
- Le Sculpteur de vœux (Lévis: Alire, 2020)

### Nouvelles
- Le Premier de sa lignée, Solaris 168 (2008)
- Sa vie au bout du pinceau, Solaris 168 (2008)
- Le Patient de l'interne Freud, Solaris 172 (2009)
- Lupercalia, (collaboration avec M. Fortin, A. Gélinas, P. Raud et G. Voisine), Solaris 173 (2010)
- Pour l'honneur d'un Nohaum, Solaris 176 (2010)
- L'Ombre ou le Marquis, Alibis 41 (2012)
- Le Disséminateur, Solaris 182 (2012)
- Le Fantôme dans le Mécha, Solaris 184 (2012)
- La Danse de Jasmine, Zinc 28 (2012)
- La Carte ou la boussole, Solaris 188 (2013)
- Métier : figure de proue, Solaris 192 (2014)
- La Nuit aux Trois Démons, In Horrificorama (anthologie d'épouvante), Sherbrooke : Les Six Brumes (2017)
- Comment le shiba aux pattes silencieuses décida l'avenir du monde, Solaris 214 (2020)

## Honneurs
- Prix Boréal d'écriture sur place, Sa vie au bout du pinceau (2008)
- Prix Aurora-Boréal de la meilleure nouvelle, Pour l'honneur d'un Nohaum (2011)
- Prix Boréal d'écriture sur place, Le Disséminateur (2012)
- Prix Aurora-Boréal du meilleur roman, Le Jeu du Démiurge (2016)
- Prix Aurora-Boréal de la meilleure nouvelle, La Nuit aux Trois Démons (2018)